# Careca Bianchesi
Carlos Alberto Bianchesi, conhecido por Careca Bianchesi ou simplesmente Careca (São Joaquim da Barra, 25 de Agosto de 1964), é um ex-futebolista brasileiro que atuava como atacante.

## Carreira
Atacante que começou nas categorias de base do Marília, Careca Bianchesi foi contratado pelo Guarani em 1988. Junto a ele foram contratados para aquela temporada o lateral-esquerdo Hélcio, o zagueiro Marcão, o meia Pedrinho Maradona e o centroavante Toni (ex-Botafogo que depois brilhou no São José, vice-campeão paulista de 89). No mesmo ano, foi vice-campeão paulista de 1988, onde, apesar de ser reserva na maioria dos jogos, foi dele o cruzamento para o gol de bicicleta de Neto sobre o goleiro Ronaldo no primeiro jogo da final do Paulistão contra o Corinthians. Em 89, junto a Neto, o atacante foi negociado com o Palmeiras.
O primeiro ano no Parque Antárctica não foi brilhante, mas no segundo, já efetivado como centroavante, destacou-se. Careca foi o principal jogador da equipe alviverde no Brasileirão de 90 e acabou se transferindo para o Atalanta, da Itália, trocado por Evair, que depois tornou-se ídolo no Palmeiras.
Depois da Itália, Careca perambulou por alguns times da Europa e foi para o México defender o Monterrey, onde fez parte do elenco campeão da Copa do México de 1992 e da Recopa Concacaf de 1993.
Entre 1995 e 1996 passou pelo Rojos de Veracruz até voltar ao Monterrey em 1997. Aposentou aos 33 anos, devido a uma lesão no ligamento cruzado do joelho esquerdo.
Ele gostou tanto do México que continua lá até hoje. Virou comentarista esportivo de uma grande rádio de Guadalajara, a Rádio Azteca, apresenta um programa de TV na Rede Acir e ainda administra uma imobiliária no México.

### Seleção Brasileira
Fez parte da Seleção Brasileira de Futebol na Copa América de 1991, sendo que no jogo contra a Argentina era reserva e ficou famoso por entrar em campo e em menos de um minuto ser expulso por agredir o zagueiro argentino Oscar Ruggeri.
Participou do jogo festivo de 50 anos do Pelé, também em 91.

## Vida pessoal
Casado com Cleide, Careca Bianchesi é pai de três filhos: Gianluca, Raíssa e Júlia. 

## Título
Monterrey
- Copa México: 1991–92[5]
- Recopa da CONCACAF: 1993[5]

## Prêmios individuais
Palmeiras
- Bola de Prata Revista Placar: 1989, 1991[7][8]